# Croton nummulariifolius
Croton nummulariifolius là một loài thực vật có hoa trong họ Đại kích. Loài này được A.Rich. mô tả khoa học đầu tiên năm 1850.